# フラート島本

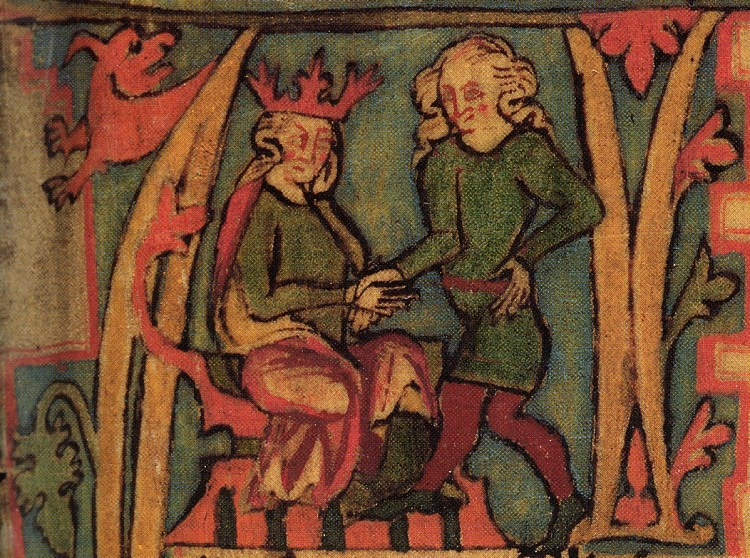
フラート島本の挿絵より。ハーラル1世がその父から王国を継ぐ。

『フラート島本』（フラートしまほん）は、中世アイスランドの写本で最も大きく、そして疑いなく最も美しい作品の1つである。邦訳としては他に「フラテイ本」「フラト島の書」といった呼び方がある。アイスランド語では Flateyjarbók、英語では The Flatey Book で、いずれも「平らな島の本」の意味である。
写本番号は「GkS 1005 fol」。また、Codex Flatöiensis（フラトイエンシス写本）という名でも知られている。（コデックスを参照）
写本は225枚のヴェラム（犢皮紙）でできており、綿密な文章が書かれ、挿絵が入れられている。
現在フラート島本は、王の写本とともに、アイスランドの国民的な財産としてアールニ・マグヌスソン研究所(en:Árni Magnússon Institute)に保管されている。

## 説明
写本には、『ヘイムスクリングラ』の中に見られる北欧の王のサガの大部分、特にオーラヴ・トリグヴァソン、聖オーラヴ、 スヴェレ・シグルツソン、 ホーコン老王、マグヌス善王、そしてハーラル3世“苛烈王”についてのサガが含まれている。
他の非常に古い時期の文献のどこにも記述が見つからないさらに別の文献に詳述されたものであり、また他の文献との独特の違いがあるものであり、そうした内容をこの写本で見ることができる。
またこの写本に、『エッダ』詩の『ヒュンドラの歌』の唯一の写しが含まれている。また、たとえば『ノルナゲストの話』のような短い話（サットル）の多くは、この写本以外には残されなかった。
ヴィンランド植民地についての記述を伝える『グリーンランド人のサガ』（グリーンランド人の歴史。en:Grœnlendinga saga）は、『赤毛のエイリークのサガ』（赤毛のエイリークの物語。en:Eiríks saga rauða）での記述といくつかの相違点があることから、特に重要な史料であろう。
またこの写本に、『オークニー諸島人のサガ』（オークニー諸島人の歴史。en:Orkneyinga saga）と、『フェロー諸島の人々のサガ』（フェロー諸島人の歴史。en:Færeyinga saga）の唯一のアイスランド語版が残っている。

## 内容

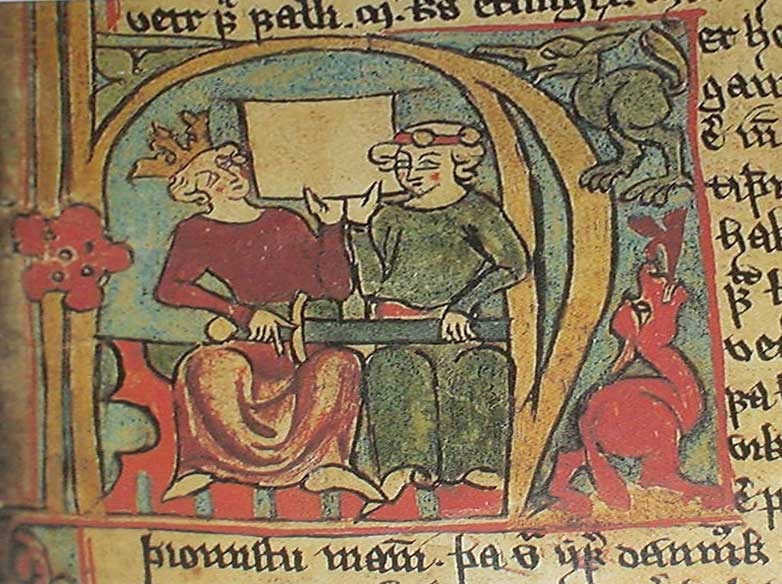
フラート島本の挿絵より。ノルウェー王ホーコン4世と息子マグナス6世。

フラート島本は次のテキストによって構成されている。（英語版へのリンクを含む）
- Geisli - 『聖オーラヴの宗教詩』
- Ólafs ríma Haraldssonar - 『聖オーラヴの詩』
- Hyndluljóð - 『ヒュンドラの歌』
- Gesta Hammaburgensis Ecclesiae Pontificum（ブレーメンのアダムによる『ハンブルク教会史』）の短い断片
- Sigurðar þáttr slefu
- Hversu Noregr byggðist - 『ノルウェーはいかに住まわれしか』[1]
- Genealogies of Norwegian kings（ノルウェー王の血統）
- Ólafs saga Tryggvasonar - 『オーラヴ・トリュッグヴァソンのサガ』
（Norna-Gests þáttr, Þorvalds þáttr tasalda - 『ノルナゲストの話』、『旅行家ソルヴァルドに関する紡ぎ話』 - 等を含む）
- Ólafs saga helga - 『オーラヴ聖王のサガ』
（Grœnlendinga saga, Færeyinga saga, Orkneyinga saga - 『グリーンランド人のサガ』、『フェロー諸島の人々のサガ』、『オークニー諸島人のサガ』- 等を含む）
- Sverris saga  - 『スヴェッレ王のサガ』
- Hákonar saga Hákonarsonar - 『ハーコン・ハーコンソン王のサガ』
- Styrmir KárasonによるÓlafs saga helgaの補遺。
- Morkinskinna 形式の、マグヌス善王とハーラル苛烈王のサガ
- Hemings þáttr Áslákssonar
- Auðunar þáttr vestfirzka -『ヴィストフィヨルド人アウズンの話』
- Sneglu-Halla þáttr
- Halldórs þáttr Snorrasonar
- Þorsteins þáttr forvitna
- Þorsteins þáttr tjaldstæðings
- Blóð-Egils þáttr
- Grœnlendinga þáttr (Grœnlendinga sagaと混同しない)
- Játvarðar saga helga - King Edward のサガ
- Flateyjarannáll

## 備考
フラート島本にのみ見られる短い話（サットル）とは、例えば、
- 『ノルナゲストの話』
- 『スウェーデンの戦士スティルビョルンの話』（en:Styrbjarnar þáttr Svíakappa）
- 『愚かなロイの話』（en:Hróa þáttr heimska）
- 『ヴェルシ（牡馬の性器に防腐処理をして豊穣のお守りにしたもの）の話』

が挙げられる。